# Krysta Palmer
Pour les articles homonymes, voir Palmer.
Krysta Palmer, née le 13 juin 1992 à Gardnerville (Nevada), est une plongeuse américaine, médaillée de bronze en plongeon à 3 m aux Jeux olympiques d'été de 2020.

## Carrière
Après plusieurs années en tant que gymnaste et trampoliniste, elle se tourne vers le plongeon à l'âge de 20 ans après plusieurs blessures.
Aux Jeux olympiques d'été de 2020, elle rentre en finale en prenant la 15e et dernière place. En finale, elle monte sur la troisième marche du podium derrière les Chinoises Shi Tingmao et Wang Han. Elle est la première Américaine a remporter une médaille en individuel au plongeon depuis Laura Wilkinson en 2000. Avec Alison Gibson, elle participe à l'épreuve du plongeon synchronisé à 3 m et termine 7e de la finale.

## Vie privée
Elle fait ses études à l'Université du Nevada à Reno.

## Palmarès

### Jeux olympiques
- médaille de bronze en plongeon à 3 m féminin aux Jeux olympiques d'été de 2020 à Tokyo

### Championnats du monde
- médaille de bronze en plongeon synchronisé à 3 m mixte aux Championnats du monde 2017 à Budapest
- médaille de bronze par équipes à 10 m aux Championnats du monde 2017 à Budapest